# 계림동 (광주)
계림동(鷄林洞)은 광주광역시 동구에 위치한 법정동이다. 이 지역은 1440년 세종 22년부터 농공정책의 일환으로 축조된 경양방죽을 매립한 지역으로, 주택과 상가가 복합적으로 형성되어 있고, 지리적으로 대인시장과 접해있다. 노후 건축물이 집중되어 현재 재개발 중에 있는 지역이다.

## 유래
1440년 세종 22년 세종의 농공정책의 일환으로 3년 만에 완공한 경양방죽 주변에 각종 수목이 울창하여 일대를 경양숲이라 칭하였으며 방죽 근처에 사는 주민들이 닭을 많이 길러 1946년 계림동이라 이름지었다. 일설에는 경양방죽 매립으로 새땅이 되었다 하여 ‘새벌’을 한자 표기해 계림(鷄林)이라고 불렀다는 이야기도 있다. 그러나 사실은 동계천 하류에 여제단(勵祭壇)이 있던 숲속 마을이었기 때문에 붙여진 이름이다. 성소나 시조신에 제사를 지낸 숲을 계림이라 하기도 했다. 1947년 1.2구로 분구하여 1구에 속하였으나, 1967년 인구증가로 계림3동으로 분동하였다. 1998년 4월 27일 행정동 통폐합으로 계림3동을 계림2동으로 명칭을 변경하였으며, 2011년 10월 1일 구간경계 조정으로 북구 풍향동 일부 지역을 편입하였다.

## 교육
- 계림초등학교
- 광주고등학교
- 화교소학교

## 쇼핑
- 홈플러스[3]

## 아파트
| 단지명                  | 건설사                            | 시행사                             | 주소                  | 입주        | 비고                    |
| ----------------------- | --------------------------------- | ---------------------------------- | --------------------- | ----------- | ----------------------- |
| 계림동 두산위브         | 두산건설                          | 계림5-1구역 주택재개발조합         | 동구 무등로 374       | 2007년 2월  | 계림5-1구역 재개발      |
| 계림2차 푸른길 두산위브 | 두산건설                          | 계림5-2구역 주택재개발정비사업조합 | 동구 계림로30번길 15  | 2018년 7월  | 계림5-2구역 재개발      |
| 계림3차 두산위브 더파크 | 두산건설                          | 계림7구역 주택재개발정비사업조합   | 동구 중앙로290번길 16 | 2021년 11월 | 계림7구역 재개발        |
| 계림동 금호타운         | 금호건설                          | 금호건설                           | 동구 필문대로 12-7    | 1996년 5월  | 옛 동성중·고등학교 부지 |
| 광주 그랜드센트럴       | 호반건설 중흥건설                 | 계림8구역 주택재개발정비사업조합   | 동구 경양로 234       | 2020년 9월  | 계림8구역 재개발        |
| 교대역 모아엘가 그랑데  | 혜림건설㈜                        | 계림4구역 주택재개발정비사업조합   |                       | 2026년 5월  | 계림4구역 재개발        |
| 계림 아이파크 SK VIEW   | 현대산업개발 ㈜에스케이에코플랜트 | 계림2구역 주택재개발정비사업조합   | 동구 필문대로 70      | 2022년 7월  | 계림2구역 재개발        |